# Emeikronsångare
Emeikronsångare (Phylloscopus emeiensis) är en nyligen beskriven tätting i familjen lövsångare som är endemisk för Kina.

## Upptäckt
Vid ett besök i bergsområdet Emeishan i kinesiska Sichuan i maj 1987 hittade de svenska ornitologerna Per Alström och Urban Olsson en lövsångare med för dem ett okänt och distinkt läte. Utseendemässigt var fågeln i princip identisk med den lokala formen av mindre kronsångare (Phylloscopus reguloides), numera urskild som den egna arten huanghesångare (P. claudiae). Efter tips besökte de 1992 en annan del av området där ett liknande läte hade hörts och upptäckte där minst 20 individer. Fåglarna svarade inte när lätena från både huanghesångare och lokala formen av vitstjärtad kronsångare (P. davisoni, idag hmongsångare P. ogilviegranti) spelades upp. Tre hanar fångades in, varav en som typspecimen för att möjliggöra beskrivningen av en ny art.

## Kännetecken

### Utseende
Emeikronsångaren är en medelstor lövsångare med väl tecknad fjäderdräkt. På huvudet syns grågrön hjässa med ett blekt centralt hjässband, gulvitt ögonbrynsstreck, mörkt grågrönt ögonstreck och grågröna örontäckare diffust fläckade i ljusgult. Ovansidan är mattgrön och vingarna brungrå med två gröngula vingband. Undersidan är vitaktig med diffusa gula streck, ljust grågröna flanker och ljusgula undre stjärttäckare. Näbben är svart ovan och ljusorange under medan benen är gråskära. Fågeln är mycket lik huanghesångaren, men är mindre kontrastrikt tecknad på hjässan med bakre delen av hjässbanden grågröna istället för svarta och dessutom mindre vitt på stjärten.

### Läten
Både sång och läten är diagnostiska. Lätet är mjuka "tu-du-du", "tu-du" eller "tu-du-du-du". Sången är en klar, något darrande tre till fyra sekunder lång drill, mest lik nordsångaren.

## Utbredning och systematik
Emeikronsångaren är endemisk för Kina. Den häckar lokalt i södra Shaanxi (norra Foping), sydöstra Sichuan och nordöstra Yunnan, östra Guizhou (Fanjing Shan) samt norra Guangdong (i naturreservatet Nanling). Utbredningsområdet vintertid är i stort sett okänt, bortsett från ett fynd från östra delen av södra Myanmar.
Trots att emeikronsångaren är ytterst lik huanghesångaren är de inte särskilt nära släkt. Istället hör den till en grupp med lövsångare där även nordsångare, lundsångare och drillsångare ingår. Den behandlas som monotypisk, det vill säga att den inte delas in i några underarter. 

### Släktestillhörighet
DNA-studier visar att släktet Phylloscopus är parafyletiskt gentemot Seicercus. Dels är ett stort antal Phylloscopus-arter närmare släkt med Seicercus-arterna än med andra Phylloscopus (bland annat emeikronsångaren), dels är inte heller arterna i Seicercus varandras närmaste släktingar. Olika taxonomiska auktoriteter har löst detta på olika sätt. De flesta expanderar numera Phylloscopus till att omfatta hela familjen lövsångare, vilket är den hållning som följs här. Andra flyttar bland andra emeikronsångaren till ett expanderat Seicercus.

### Familjetillhörighet
Lövsångarna behandlades tidigare som en del av den stora familjen sångare (Sylviidae). Genetiska studier har dock visat att sångarna inte är varandras närmaste släktingar. Istället är de en del av en klad som även omfattar timalior, lärkor, bulbyler, stjärtmesar och svalor. Idag delas därför Sylviidae upp i ett antal familjer, däribland Phylloscopidae. Lövsångarnas närmaste släktingar är familjerna cettior (Cettiidae), stjärtmesar (Aegithalidae) samt den nyligen urskilda afrikanska familjen hylior (Hyliidae).

## Levnadssätt
Emeikronsångaren häckar i lägre bergstrakter på mellan 1000 och 2000 meters höjd, i tempererad lövskog med inslag av ädelgran och gran. Varken häckningsbiologin eller födan har studerats, men den har noterats ta insekter och tros inleda häckningen mellan mitten och slutet av april då hanarna börjar sjunga.

## Status och hot
Emeikronsångaren har ett litet utbredningsområde och beskrivs som rätt ovanlig. Den anses dock inte hotad och internationella naturvårdsunionen IUCN kategoriserar den som livskraftig.